# Засекреченный город
«Засекреченный город» — советский художественный фильм режиссёра Михаила Юзовского, вышедший в 1974 году на киностудии имени М. Горького (Ялтинский филиал).
Фильм снят по мотивам пьесы Андрея Кучаева «Первая смена».

## Сюжет
Пионеру Андрею Белову доверяют горн, и мальчик автоматически становится одним из самых уважаемых людей в лагере, верховодит в «привилегированной» палате № 7 среди начинающих писателей, гитаристов. В эту же палату поселяют Борю Соколова, однофамильца знаменитого футболиста. Мальчика принимают за его сына, чему способствуют и новые бутсы Бориса. Попав на удочку собственной фантазии, горнист Андрей Белов и гитарист Васнецов идут на бойкот Бориса.
События происходят в пионерском лагере на берегу Чёрного моря, накануне традиционной военной игры под кодовым названием «Засекреченный город». Проснувшись с утра, Андрей обнаруживает пропажу горна, что вносит существенные изменения в продуманный план проведения зарницы.

## В ролях
- Серёжа Якунин — Андрей Белов, пионер-горнист
- Андрюша Куприянов — Боря Соколов
- Ира Нарбекова — Ксюша, пионерка
- Таня Гришина — пионерка
- Саша Назаров — Пётр Васнецов («Квас»), пионер, играющий на гитаре
- Эвальдас Микалюнас — Саша, пионер-шахматист
- А. Филин — пионер
- С. Голубков — пионер
- О. Иванов — пионер
- Ю. Клименко — пионер
- Андрюша Галиев — Жорка, октябрёнок-мучитель
- Володя Коровин — Васька, октябрёнок-мучитель
- Серёжа Цирюльников — Алёшка, октябрёнок-мучитель
- Оля Шведова — Катя, внучка Ираиды Ивановны
- Алексей Смирнов — шофёр грузовика
- Алексей Горизонтов — повар пионерского лагеря
- Николай Горлов — старый пограничник
- Владислав Ковальков — водитель автобуса
- Сергей Гурзо — пионервожатый
- Ирина Санпитер — пионервожатая
- Тамара Логинова — Ираида Ивановна, воспитатель пионерского лагеря
- Марина Кукушкина — пионервожатая
- Леонид Коронов — футболист
- Игорь Озеров — Владлен Степанович, начальник пионерского лагеря
- Дмитрий Барков — Михаил Соколов, отец Бориса Соколова, мастер в обувной мастерской
- Митя Юзовский — Митька, младший брат Андрея Белова

В массовых съёмках принимали участие ребята из пионерского лагеря «Ласпи».

## Съёмочная группа
- Автор сценария — Андрей Кучаев
- Режиссёр-постановщик — Михаил Юзовский
- Оператор-постановщик — Виталий Гришин
- Художник-постановщик — Альфред Таланцев
- Звукорежиссёр — Николай Шарый
- Композитор — Владимир Дашкевич
- Текст песен Ю. Михайлова
- Оркестр Госкино СССР

Дирижёр — Александр Петухов
- Хор ансамбля имени Локтева

Художественный руководитель — Алексей Ильин
- Директор картины — Лев Грубман

## Отзывы
Ромил Соболев. «Спутник кинозрителя», сентябрь 1974 года:

  Фильм о жизни пионерского лагеря. Может быть, сюжет картины несколько перегружен событиями — здесь есть подробно показанная нелепая ссора подростков, заканчивающаяся рождением крепкой дружбы, и военная игра в «засекреченный город» (откуда и название фильма), и многое другое. И, может быть, конфликт, возникающий на том основании, что у одного из ребят отец — сапожник, никто не назовёт удачным. Но эти досадные потери никак не снижают высокой культуры фильма и не отражаются на его достоинствах. А достоинства очевидны — они в тонких наблюдениях над психологией детей, и в общей атмосфере радости, в которой живут ребята, и в хорошем юморе, и в обилии музыки и песен, которые исполняет знаменитый пионерский хор имени В. Локтева.

  Но главное его достоинство, на наш взгляд, в том, что он воспитывает у ребят чувства дружбы и коллективизма, честность, стойкость и умение уважать чужие взгляды без довольно распространённой в фильмах для маленьких зрителей назидательности. Юзовскому хорошо удался тот приём, на котором, возможно, должно строиться всё детское искусство — «поучать, развлекая». И ещё очень важно — не фальшивить в разговоре с детьми, потому что они более, чем взрослые зрители, чутки к жизненной правде. Можно предположить, что ребята будут с недоумением смотреть на зачем-то введённых в «Засекреченный город» подлинных моряков и пехотинцев. Делать им в этом фильме нечего, и поэтому они здесь — явная фальшь. И это очень жаль, потому что в общем-то ребятам здесь показывают их собственную жизнь на редкость правдиво и увлекательно. Нужно отметить и работу оператора В. Гришина, не только впечатляюще снявшего крымские пейзажи, но и очень внимательно всматривающегося и хорошо показывающего ребячьи лица и их характеры.
Песню «Море» исполняет Елена Камбурова